# Binche–Chimay–Binche 2017
Das 30. Binche–Chimay–Binche 2017 war ein belgisches Straßenradrennen mit Start und Ziel in Binche nach 195,2 km und den Wendepunkt in der Nähe von Chimay. Es fand am 3. Oktober 2017 statt. Zudem war es Teil der UCI Europe Tour 2017 und dort in der Kategorie 1.1 eingestuft.
Sieger im Dreiersprint wurde der Belgier Jasper De Buyst von Lotto Soudal vor dem Italiener Matteo Trentin von Quick-Step Floors.

## Teilnehmende Mannschaften
| WorldTeams (4)- Quick-Step Floors - Lotto-Soudal - Lotto NL-Jumbo - AG2R La Mondiale Professional Continental Teams (9)- Cofidis, Solutions Crédits - Fortuneo-Oscaro - Roompot-Nederlandse Loterij - Verandas Willems-Crelan - Sport Vlaanderen-Baloise - Wanty-Groupe Gobert - WB-Veranclassic-Aqua Protect - Aqua Blue Sport - Direct Énergie Continental Teams (9)- Roubaix Lille Métropole - Pauwels Sauzen-Vastgoedservice - Cibel-Cebon - AGO-Aqua Service - Tarteletto-Isorex - T.Palm-Pôle Continental Wallon - Armée de terre - Joker Icopal - Leopard |
| |

## Strecke
Die ersten 130 Kilometern verliefen leicht hügelig bis flach. Dann erreichte man erstmals Binche. Anschließend wurden vier Runden à 16 Kilometer gefahren. Der letzte Kilometer pro Runde ging über Kopfsteinpflaster und war leicht ansteigend.

## Rennverlauf
Nach 40 gefahrenen Kilometern setzten sich 28 Fahrer vom Feld ab, darunter Fernando Gaviria (Kolumbien/Quick Step), Matteo Trentin (Italien/Quick Step) und Jasper De Buyst (Belgien/Lotto Soudal). Die Gruppe konnte sich maximal zwei Minuten Vorsprung herausfahren. Aus dieser großen Fluchtgruppe attackierten zehn Fahrer mit De Buyst und Tretin, die sich auch absetzen konnte. 60 Kilometer vor dem Ziel betrug der Vorsprung 1:40 Minuten und dieser blieb konstant bis zehn Kilometer vor dem Ziel.
Am Ende kam zum Sprint dieser kleinen Spitzengruppe. Diesen gewann De Buyst vor Trentin und vor Tom Devriendt (Belgien/Wanty).

## Rennergebnis
| \| Gesamtwertung \| Gesamtwertung \| Gesamtwertung \| Gesamtwertung \| Gesamtwertung \| \| Fahrer \| Fahrer \| Land \| Team \| Zeit \| \| ------------- \| --------------------- \| ------------- \| ---------------------------- \| --------------- \| \| 1. \| Jasper De Buyst \| Belgien \| Lotto-Soudal \| 4 h 11 min 23 s \| \| 2. \| Matteo Trentin \| Italien \| Quick-Step Floors \| + 0 s \| \| 3. \| Tom Devriendt \| Belgien \| Wanty-Groupe Gobert \| + 0 s \| \| 4. \| Jérôme Mainard \| Frankreich \| Armée de terre \| + 7 s \| \| 5. \| Amund Grøndahl Jansen \| Norwegen \| LottoNL-Jumbo \| + 7 s \| \| 6. \| Rémi Cavagna \| Frankreich \| Quick-Step Floors \| + 7 s \| \| 7. \| Andrea Pasqualon \| Italien \| Wanty-Groupe Gobert \| + 7 s \| \| 8. \| Petr Vakoč \| Tschechien \| Quick-Step Floors \| + 11 s \| \| 9. \| Alex Kirsch \| Luxemburg \| WB-Veranclassic-Aqua Protect \| + 1 min 42 s \| \| 10. \| Oliver Naesen \| Belgien \| AG2R La Mondiale \| + 1 min 42 s \| |                       |            |                              |                 |
| |                       |            |                              |                 |
| Quelle: ProCyclingStats |                       |            |                              |                 |
| Gesamtwertung |                       |            |                              |                 |
| Fahrer | Fahrer                | Land       | Team                         | Zeit            |
| 1. | Jasper De Buyst       | Belgien    | Lotto-Soudal                 | 4 h 11 min 23 s |
| 2. | Matteo Trentin        | Italien    | Quick-Step Floors            | + 0 s           |
| 3. | Tom Devriendt         | Belgien    | Wanty-Groupe Gobert          | + 0 s           |
| 4. | Jérôme Mainard        | Frankreich | Armée de terre               | + 7 s           |
| 5. | Amund Grøndahl Jansen | Norwegen   | LottoNL-Jumbo                | + 7 s           |
| 6. | Rémi Cavagna          | Frankreich | Quick-Step Floors            | + 7 s           |
| 7. | Andrea Pasqualon      | Italien    | Wanty-Groupe Gobert          | + 7 s           |
| 8. | Petr Vakoč            | Tschechien | Quick-Step Floors            | + 11 s          |
| 9. | Alex Kirsch           | Luxemburg  | WB-Veranclassic-Aqua Protect | + 1 min 42 s    |
| 10. | Oliver Naesen         | Belgien    | AG2R La Mondiale             | + 1 min 42 s    |